# Бразильська короткошерста кішка
Бразильська короткошерста (англ. Brasilian shorthair, BSH) — порода кішок.

## Історія
Бразильська короткошерста порода кішок походить від європейських короткошерстих, завезених на південноамериканський континент і виділених в окрему популяцію. У результаті тривалої відособленості кішки набули особливих, характерних тільки для них рис. На початку 80-х років XX ст. експерти Бразильської Федерації любителів кішок (BCF) досліджували міста та їхні околиці й переконалися в однотипності кішок та їхній відмінності від інших короткошерстих порід. У 1985 році була прийнята програма розведення й стандартизації національної породи. У 1994 році WCF об'єднала стандарти європейської та бразильської короткошерстих під загальною назвою Кельтська короткошерста. У 1996 FIFE попередньо зареєструвала породу. У 1999 році WCF виокремила бразильську короткошерсту як самостійну породу кішок. Кішки породи бразильська короткошерста поширені в основному в Південній Америці.

## Характер
За характером та особливостями поводження нагадують європейську короткошерсту.

## Зовнішній вигляд
Бразильські короткошерсті кішки — це тварини в основному середніх розмірів. Тіло з розвиненою мускулатурою. Спина пряма. Кінцівки середньої довжини, міцні. Лапи овальні.
Голова трохи більша завдовжки, ніж завширшки, м'яко окреслена. Вуха середні, насторожені, із широкою основою. Очі мигдалеподібні, широко відкриті.
Шерсть коротка, шовковиста, м'яка, щільно прилягає до тіла.

### Забарвлення
Допускаються всі можливі варіації забарвлень.